# Silence and I: The Very Best of The Alan Parsons Project
Silence and I: The Very Best of The Alan Parsons Project è una raccolta del gruppo progressive rock britannico The Alan Parsons Project e di Alan Parsons da solista, pubblicata nel 2003 dalla Ariola Express.

## Descrizione
La raccolta è suddivisa in tre CD per un totale di trentasei brani. Sono riportati, con i brani in ordine sparso, tre album completi del The Alan Parsons Project, fondato da Alan Parsons ed Eric Woolfson, I Robot del 1977, Pyramid del 1978 e Eye in the Sky del 1982. Inoltre vi sono sette brani estratti dal primo album da solista di Alan Parsons Try Anything Once del 1993.
La quantità di brani estratti da ogni album è la seguente:
- 10 da I Robot del 1977 (album completo)
- 9 da Pyramid del 1978 (album completo)
- 10 da Eye in the Sky del 1982 (album completo)
- 7 da Try Anything Once del 1993

Nella raccolta vi è un totale di dieci brani strumentali.

## Tracce

### Disco 1
Testi e musiche di Eric Woolfson e Alan Parsons tranne tracce 5 e 9; edizioni musicali Ariola Express.
1. In The Lap Of The Gods (Pyramid - 1978) – 5:29 – Strumentale
2. Psychobabble (Eye in the Sky - 1982) – 4:50 – Voce: Elmer Gantry
3. Silence And I (Eye in the Sky - 1982) – 7:17 – Voce: Eric Woolfson
4. I Wouldn't Want To Be Like You (I Robot - 1977) – 3:23 – Voce: Lenny Zakatek
5. Back Against The Wall (Try Anything Once - 1993) – 4:38 (Ian Bairnson) – Voce: Chris Thompson • Chitarre, basso e sintetizzatore: Ian Bairnson • Batteria: Stuart Elliott • Sintetizzatore: Richard Cottle • Cori: Jacqui Copland
6. Hyper-Gamma-Spaces (Pyramid - 1978) – 4:17 – Strumentale
7. Nucleus (I Robot - 1977) – 3:31 – Strumentale
8. Day After Day (The Show Must Go On) (I Robot - 1977) – 3:49 – Voce: Jack Harris
9. Wine From The Water (Try Anything Once - 1993) – 5:43 (Alan Parsons, Ian Bairnson) – Voce: Eric Stewart • Basso e cori: Alan Parsons • Chitarre e cori: Ian Bairnson • Pianoforte elettrico: Andrew Powell • Batteria: Stuart Elliott • Sintetizzatore: Richard Cottle
10. Mammagamma (Eye in the Sky - 1982) – 3:34 – Strumentale
11. One More River (Pyramid - 1978) – 4:18 – Voce: Lenny Zakatek
12. Shadow of a Lonely Man (Pyramid - 1978) – 5:39 – Voce: John Miles

Durata totale: 56:28

### Disco 2
Testi e musiche di Eric Woolfson e Alan Parsons tranne traccia 5 e 7; edizioni musicali Ariola Express.
1. I Robot (I Robot - 1977) – 6:02 – Strumentale
2. Old and Wise (Eye in the Sky - 1982) – 4:57 – Voce: Colin Blunstone
3. Pyramania (Pyramid - 1978) – 2:44 – Voce: Jack Harris
4. Some Other Time (I Robot . 1977) – 4:06 – Voce: Peter Straker e Jaki Whitren
5. The Three Of Me (Try Anything Once - 1993) – 5:52 (David Pack, Andrew Powell) – Voce: David Pack • Batteria: Stuart Elliott • Chitarra basso e sintetizzatore: Andrew Powell • Chitarre: Ian Bairnson • Sintetizzatore: Richard Cottle • Violini: Graham Preskett
6. Gemini (Eye in the Sky - 1982) – 2:09 – Voce: Chris Rainbow
7. Turn It Up (Try Anything Once - 1993) – 6:13 (Ian Bairnson) – Voce: Chris Thompson • Batteria: Stuart Elliott • Chitarre, basso, sintetizzatore e cori: Ian Bairnson • Sintetizzatore: Richard Cottle • Sintetizzatore e cori: Alan Parsons • Cori: Jacqui Copland
8. Breakdown (I Robot . 1977) – 3:51 – Voce: Allan Clarke
9. Step By Step (Eye in the Sky - 1982) – 3:52 – Voce: Lenny Zakatek
10. Children of the Moon (Eye in the Sky - 1982) – 4:49 – Voce: David Paton
11. Voyager (Pyramid - 1978) – 2:25 – Strumentale
12. What Goes Up (Pyramid - 1978) – 3:31 – Voce: David Paton, Colin Blunstone e Dean Ford

Durata totale: 50:31

### Disco 3
Testi e musiche di Eric Woolfson e Alan Parsons tranne traccia 3,5 e 7; edizioni musicali Ariola Express.
1. Sirius (Eye in the Sky - 1982) – 1:48 – Strumentale
2. Eye in the Sky (Eye in the Sky - 1982) – 4:35 – Voce: Eric Woolfson
3. Re-Jigue (Try Anything Once - 1993) – 2:28 (Alan Parsons, Andrew Powell) – Strumentale
4. The Voice (I Robot . 1977) – 5:25 – Voce: Steve Harley
5. Breakaway (Try Anything Once - 1993) – 4:07 (Alan Parsons) – Strumentale • Sassofono e sintetizzatore: Richard Cottle • Sintetizzatore: Alan Parsons • Chitarre e basso: Ian Bairnson • Batteria: Stuart Elliott • Autoharp: Andrew Powell
6. Can't Take It with You (Pyramid - 1978) – 5:07 – Voce: Dean Ford e Colin Blunstone
7. Mr Time (Try Anything Once - 1993) – 8:17 (Stuart Elliott, Jaqui Copland, Julie Driscoll) – Voce: Jacqui Copland • Batteria e sintetizzatore: Stuart Elliott • Chitarre e sintetizzatore: Ian Bairnson • Pianoforte: Andrew Powell • Chitarre acustiche: Alan Parsons • Sintetizzatore: Richard Cottle
8. You're Gonna Get Your Fingers Burned (Eye in the Sky - 1982) – 4:19 – Voce: Lenny Zakatek
9. Don’t Let it Show (I Robot - 1977) – 4:26 – Voce: Dave Townsend
10. The Eagle Will Rise Again (Pyramid - 1978) – 4:20 – Voce: Colin Blunstone
11. Total Eclipse (I Robot - 1977) – 3:09 (Andrew Powell) – Strumentale
12. Genesis Ch.1. V.32 (I Robot - 1977) – 3:31 – Strumentale

Durata totale: 51:32